# 물방울떡

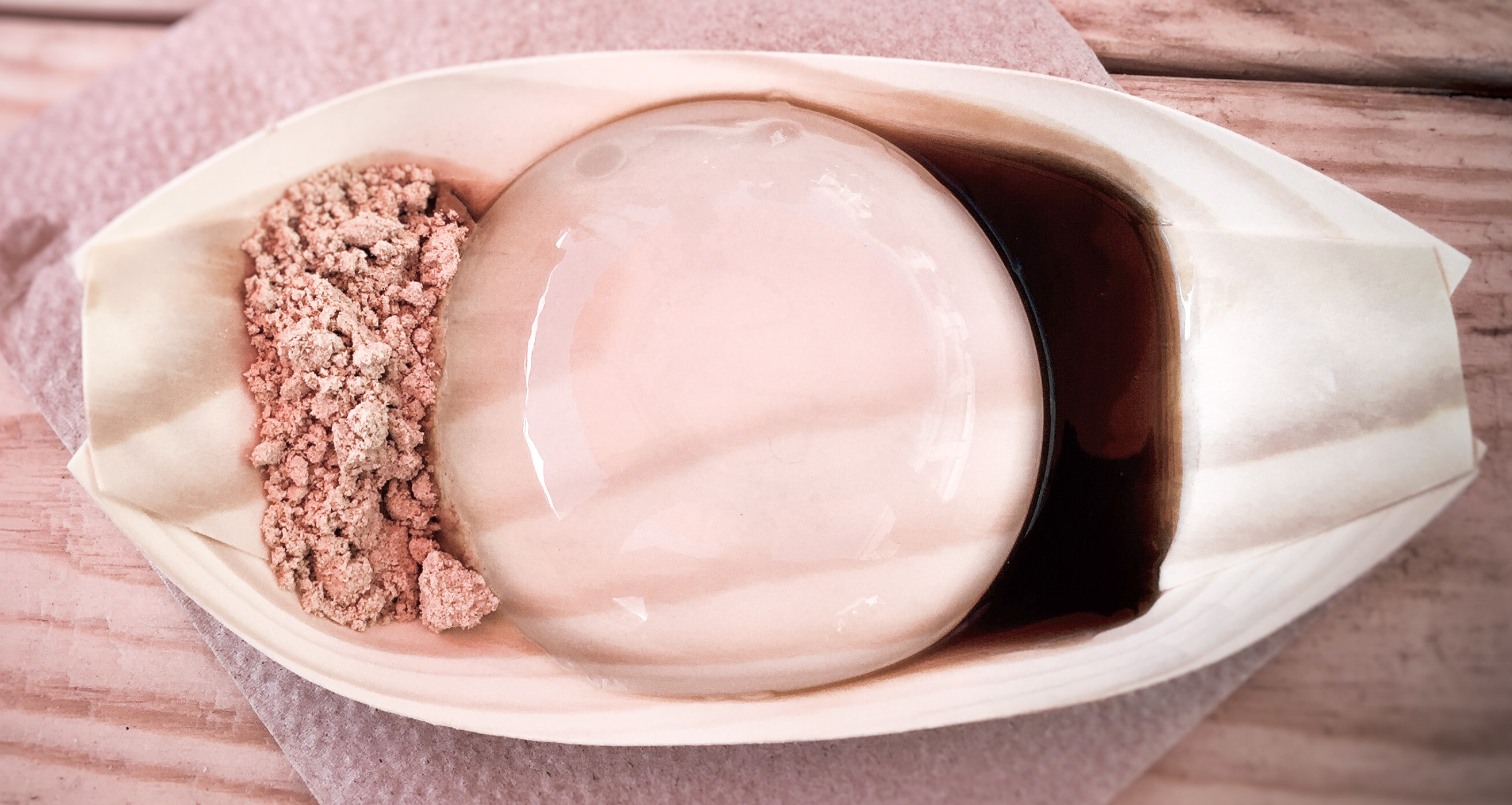
쿠로미츠(黒蜜)와 키나코(きな粉)가 함께 나온 물방울떡

물방울떡은 물과 한천을 이용해 만든 물방울을 닮은 모양의 떡으로, 디저트이다. 2014년 일본에서 처음으로 인기를 끌었으며 나중에 국제적 주목을 받았다.

## 역사
처음에는 미즈신겐모찌(水信玄餅)로 알려졌으며, 전통 일본 후식인 '신겐모찌'(信玄餅)가 발전한 형태이다.

### 신겐모찌
신겐모찌는 센고쿠 시대의 다이묘인 다케다 신겐에 의해 비상식량으로 처음 만들어졌으며, 쌀가루와 설탕으로 만들었다.

### 미즈신겐모찌
현대 일본에서는 Hokuto-cho의 현지인들이 후식에 신선한 미네랄 워터를 사용하기 시작했다. 야마나시현의 킨세이켄은 주말에 미즈신겐모찌를 판매하는 최초의 상점 중 하나였다.
'미즈'는 물을 의미하고 '신겐모찌'는 킨세이켄에서 만든 달콤한 모찌의 일종이다. 2013년에 제작자는 식용수를 만드는 아이디어를 탐구하고 싶어 했다. 미즈신겐모찌는 입소문을 타게 되었고 사람들은 이 요리를 맛보기 위해 여행을 와서까지 먹게 되었다.
대런 웡(Darren Wong)은 2016년 4월 스모가스버그(Smorgasburg)의 식품 박람회에서 뉴욕시에서 이 요리를 미국에 소개했다. 얼마 후, 런던 레스토랑 야마고야(Yamagoya)는 다른 버전을 개발하기 위해 4개월을 일했다.

## 설명
미네랄 워터와 한천을 재료로 만드므로 열량은 거의 없다. 원래 요리에 사용된 물은 아카이시산맥의 가이코마산에서 채취한 것으로, 약간 단맛이 있다. 한천은 해초로 만든 젤라틴에 대한 채식주의자 / 비건의 대안이다. 한천은 가열한 뒤 모양을 만들고 냉각한다. 쿠로미츠라고 하는 당밀 같은 시럽과 키나코라고 하는 콩가루가 토핑으로 사용된다. 보통은 투명한 빗방울처럼 보인다고 하지만 유방 보형물이나 해파리에 비유되기도 한다. 대체로 입에 들어가면 녹아서 즉시 먹어야 하며, 그렇지 않으면 녹아서 20분 후에 증발하기 시작한다.
디저트는 집에서 만들 수 있는 키트로도 판매된다. 투데이 쇼, 버즈피드, ABC 뉴스에서 주류 미국 미디어에 의해 소개되기도 했다.

## 같이 보기
- 일본 요리